# Nunca más a mi lado (canción)
"Nunca más a mi lado" es una canción de No Te Va Gustar del álbum Por lo menos hoy, compuesta por Emiliano Brancciari. La letra de la canción relata la violencia de género hacia la mujer; los deseos de un matrimonio feliz frustrados y deshechos, y donde la mujer quiere encontrar una solución o una salida a todo el daño que padece.